# Euclavella claviformis
Euclavella claviformis är en sjöpungsart som först beskrevs av William Abbott Herdman 1899.  Euclavella claviformis ingår i släktet Euclavella och familjen Pycnoclavellidae. Inga underarter finns listade i Catalogue of Life.